# Jakob Adlung
Jakob Adlung ó Adelung (Bindersleben prop d'Erfurt, 14 de gener de 1699 - Erfurt, Turíngia, 5 de juliol de 1762) fou un organista, professor historiador musical i constructor d'instruments.
Publicà diverses obres musicals, entre elles les titulades: Els set estels musicals, Guia de la ciència musical, les quals portaven un pròleg de Bach; Introducció a la literatura musical, un tractat d'orgue (Musica Organaedi), en llatí, amb notes de S. A. Albrecht (Berlín, 1768); Set preguntes vers l'art musical. A Erfurt va tenir entre els seus alumnes el que més tard també seria organista i compositor Johann Gottfried Walther (1684-1748).